# Terremoto de Chiloé de 2016
El terremoto de Chiloé de 2016 fue un sismo de magnitud 7,6 Mw ocurrido a las 11:22:26 hora local (UTC-3) del domingo 25 de diciembre de 2016, es decir durante la Navidad de 2016. El epicentro se ubicó en el mar, en las costas de la Región de Los Lagos, a 67 km al noroeste de la localidad de Melinka, con coordenadas epicentrales 74.391°W y 45.517°S. El movimiento sísmico tuvo una profundidad de 30 kilómetros y alcanzó una intensidad máxima de VIII Mercalli («severo») en Quellón. Fue percibido desde la región del Biobío hasta Aysén y en algunas provincias de Argentina.
El Servicio Hidrográfico y Oceanográfico de la Armada de Chile (SHOA) declaró una alerta de tsunami para el bloque sur de la región de Los Lagos y estado de precaución para la región del Biobío, la Araucanía, Los Ríos, el bloque norte de la región de Los Lagos y la región de Aysén, las que fueron descartadas horas después.

## Geología
En la ubicación de este terremoto, la placa oceánica de Nazca converge y subduce bajo la placa de Chiloé, una pequeña placa tectónica considerada usualmente dentro de la Placa Sudamericana, en dirección este-noreste, a una velocidad de aproximadamente 6.5 centímetros por año. La localización del terremoto, la profundidad y la solución del mecanismo focal de empuje superficial, indican que este terremoto ocurrió en la interfaz de la zona de subducción, la cual es responsable de la formación de la cordillera de los Andes, del activo vulcanismo en el cinturón volcánico de los Andes, y de la ocurrencia de los terremotos más fuertes registrados en Chile y el mundo, tales como el terremoto de 2010, de magnitud 8,8 Mw, el terremoto de 1868 de magnitud 9,0 Mw, y el terremoto de 1960, el que con una magnitud de 9,5 Mw es el mayor registrado en la historia de la humanidad.
Aunque comúnmente se representan como puntos en los mapas, los terremotos de este tamaño se describen más apropiadamente como deslizamiento sobre un área de falla más grande. Los eventos de falla de empuje del tamaño del terremoto son típicamente de aproximadamente 90 kilómetros de largo por 45 kilómetros de ancho, con un desplazamiento máximo de 5 metros.
Este sismo ocurrió en la zona de ruptura del terremoto de Valdivia de 1960, el más fuerte registrado. Por lo que algunos científicos lo consideran como una réplica tardía del evento. Sin embargo, otros lo asocian con la actividad natural de la zona y la acumulación que se gestaba desde 1960.

## Intensidades
La lista de ciudades y la intensidad percibida en ellas es la siguiente:
- Concepción: III
- Coronel: III
- Talcahuano: III
- Tirúa: IV
- Gorbea: IV
- Angol: IV
- Victoria: IV
- Lautaro: IV
- Loncoche: V
- Padre Las Casas: IV
- Queule: IV
- Saavedra: V
- Temuco: IV
- Teodoro Schmidt: V
- Toltén: V
- Corral: IV
- Futrono: IV
- La Unión: V
- Lago Ranco: IV
- Mariquina: III
- Río Bueno: V
- Valdivia: V
- Ancud: VI
- Calbuco: VI
- Castro: VI
- Dalcahue: VI
- Chonchi: VI
- Hualaihué: IV
- Maullín: V
- Osorno: V
- Palena: IV
- Puerto Montt: VII
- Puerto Varas: VI
- Quellón: VI
- Chile Chico: IV
- Cisnes: VI
- Coyhaique: IV
- Melimoyu: VI
- Melinka: VI
- Puerto Murta: III
- Puerto Aysén: V
- Puerto Chacabuco: IV
- Puerto Ibáñez: IV
- Puerto Raúl Marín Balmaceda: IV

## Réplicas

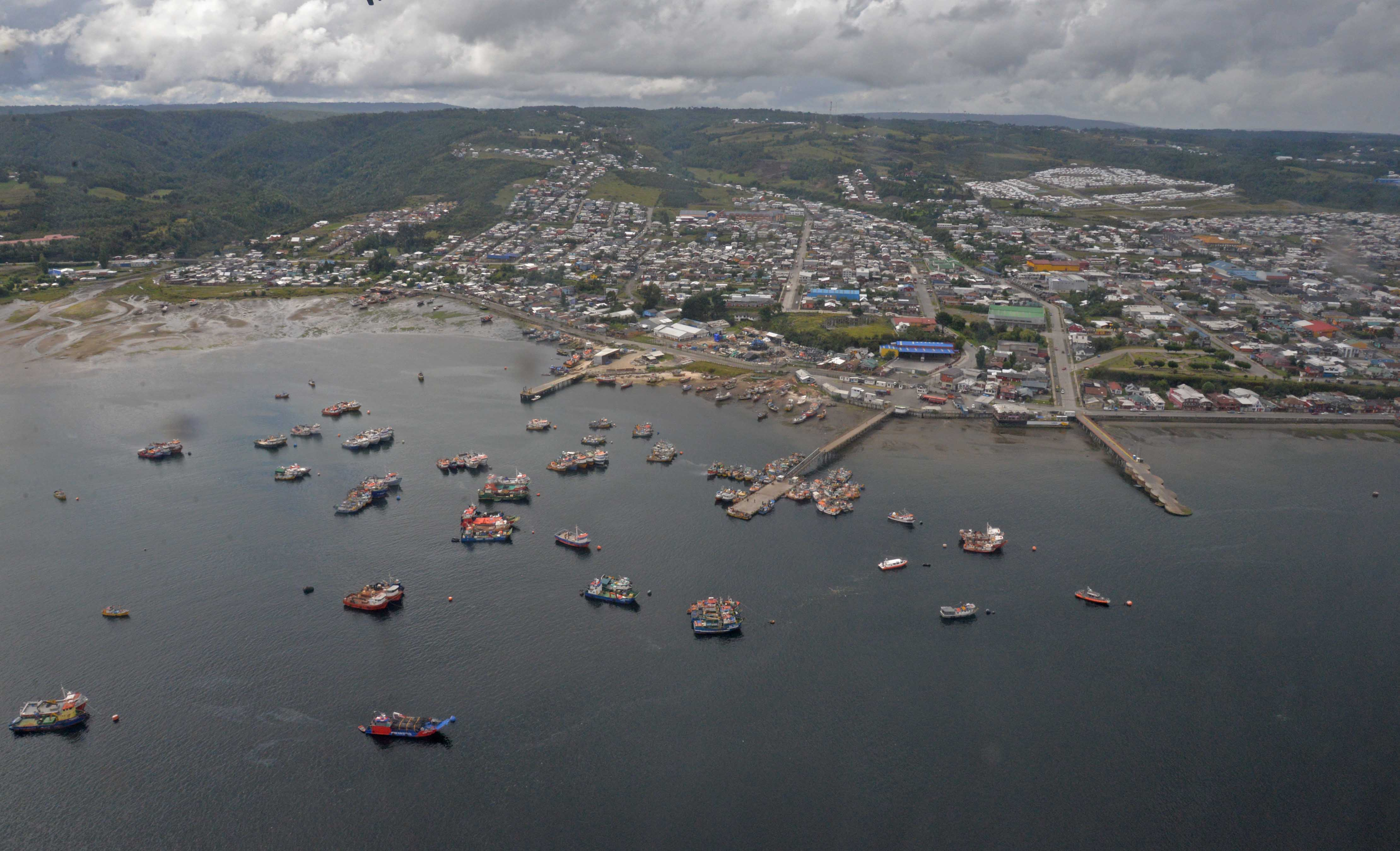
Vista aérea de la ciudad de ,z,Castro en los días posteriores al terremoto.

Hasta las 9:00 h del día 29 de diciembre de 2016 se registraron 76 réplicas con magnitud igual o superior a 3.0. La primera réplica importante y de mayor envergadura hasta el momento ocurrió diez minutos después del evento principal, alcanzó una magnitud de 5.6 (Mb) y su epicentro se localizó a 83 kilómetros al oeste-suroeste de Puerto Quellón.
El mismo 25 de diciembre a las 19:54 (hora local), se registró otra réplica de 5.2 (Mw) a 76 kilómetros al oeste de Quellón a una profundidad de 39.6 kilómetros.

## Tsunami
La hora del evento fue a las 11:22 (local), la hora de recepción de la información en el Servicio Hidrográfico y Oceanográfico de la Armada fue a las 11:29 y la hora de difusión del boletín 001 de amenaza de tsunami para las costas de Chile fue a las 11:32, que decretó alerta de tsunami para el bloque sur de la región de Los Lagos y estado de precaución entre la región del Biobío y Aysén.
A las 11:56 horas, el mismo organismo anunció la llegada la primera ola de Puerto Melinka a las 13:21 horas, siendo la primera comuna que sería afectada por el impacto del fenómeno, sin embargo, 14 minutos después, rectificaron todos los horarios y los retrasaron 60 minutos exactos, es decir, la primera ola llegaría a Puerto Melinka a las 12:21 horas, y los horarios eran los siguientes: a las 12:36 en Bahía Mansa, a las 12:46 en Lebu, a las 12:48 en Ancud, a las 12:50 en Corral, a las 13:04 en Queule, a las 13:07 en Talcahuano, a las 13:14 en Coronel, a las 13:19 en Isla Quiriquina, a las 13:38 en Puerto Montt, a las 14:00 en Castro y a las 16:17 en Puerto Chacabuco.
Cuando eran las 12:46 horas, y debido al descenso de la magnitud, de 7,7 Mw a 7,6 Mw, el SHOA descartó la posibilidad de tsunami para las costas de la región del Biobío y redujo la alerta de tsunami en el bloque sur de la región de Los Lagos a estado de precaución.
Finalmente, a las 14:15 horas se cancelaron todos los estados de precaución en la zona sur del país, y según informes realizados por el Centro de Alerta de Tsunamis del Pacífico (PTWC, por sus siglas en inglés) la ola máxima fue de 8 centímetros rompiendo en Puerto Melinka a las 11:48 horas (horario de Chile).

## Efectos

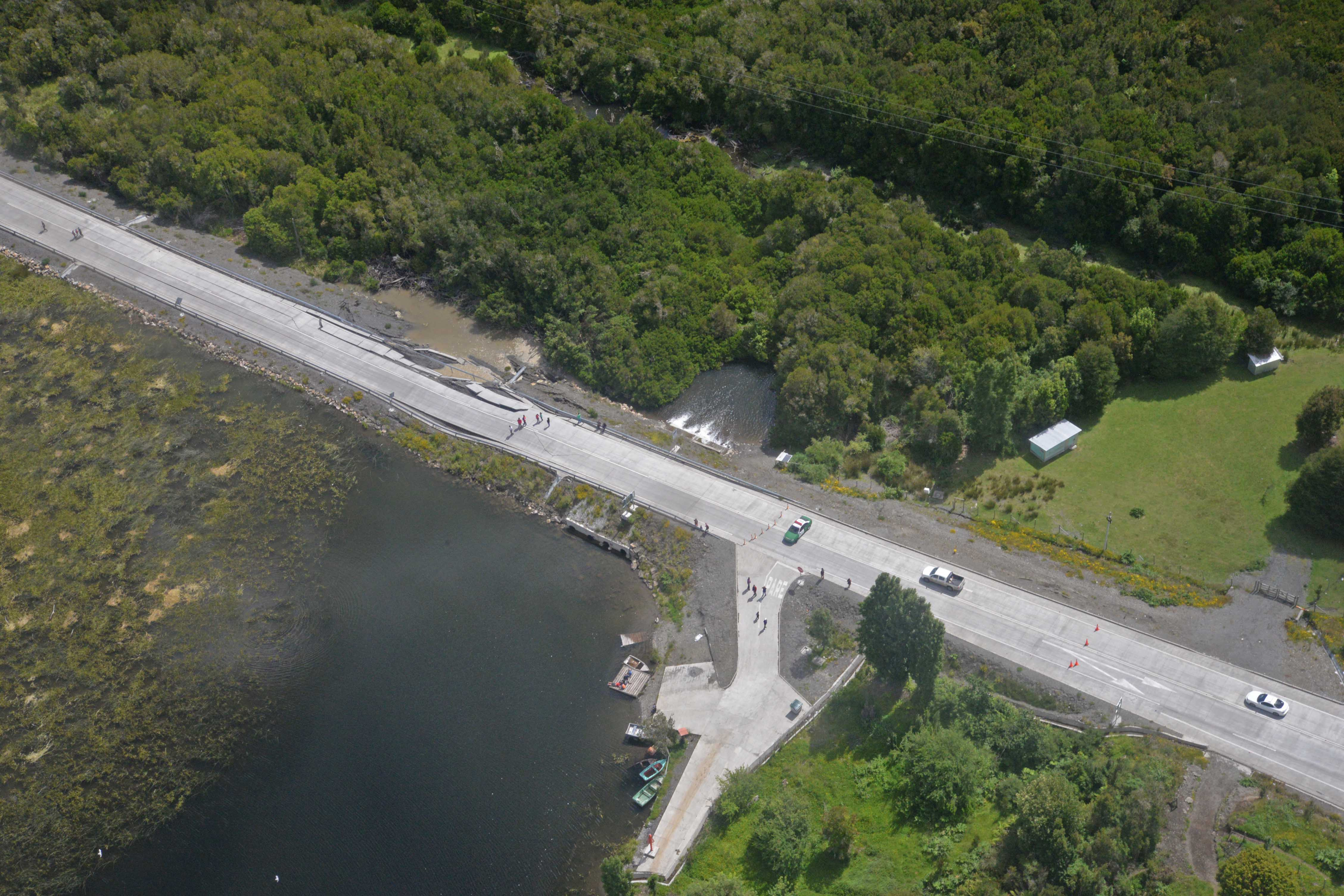
Daños provocados por el terremoto en la Ruta 5 Sur.

Debido a que el epicentro fue en el mar, la Oficina Nacional de Emergencia del Ministerio del Interior (ONEMI) declaró alerta de tsunami para las costas de las regiones del Biobío, Araucanía, Los Ríos, Los Lagos y Aysén. Horas más tarde, la alerta fue suspendida y pasó a ser estado de precaución.
Entre los principales daños en infraestructura estuvo la rotura de calzadas en la Ruta 5 Sur, que une Castro con Quellón. En Chonchi, la Iglesia Nuestra Señora del Rosario sufrió daños tanto por el sismo como por las precipitaciones que había en la zona. En las comunas de Dalcahue y Quellón, se produjeron cortes del servicio eléctrico.